# Кайлі Вотсон
Кайлі Вотсон (англ. Caylee Watson, 10 жовтня 1994) — американська плавчиня. Учасниця літніх Олімпійських ігор 2016 за команду Американських Віргінських Островів, де в попередніх запливах на дистанції 100 метрів на спині посіла 30-те місце і не потрапила до півфіналів.